# Физиология человека и животных
Физиоло́гия челове́ка и живо́тных (от греч. φύσις — природа, греч. λόγος — учение) — это наука о функциональной активности животных организмов, в том числе и человека, использующая для её изучения и объяснения методы и понятия биологии, физики, химии, математики и кибернетики.
Физиология человека и животных изучает также закономерности взаимодействия животных организмов с окружающей средой, их поведения в различных условиях существования, а также на различных стадиях роста и развития, происхождение и развитие физиологических процессов в ходе эволюционного и индивидуального развития.
Знание закономерностей протекания физиологических процессов позволяет предвидеть их изменения при различных условиях жизнедеятельности и открывает возможность вмешиваться в ход физиологических процессов в желаемом направлении. Тем самым физиология является теоретической основой медицины, ветеринарии и психологии.
В медицине физиология человека вместе с анатомией и гистологией является базисом, благодаря которому врач объединяет разрозненные знания и факты о пациенте в единое целое, оценивает его состояние, уровень дееспособности. А по степени функциональных нарушений, то есть по характеру и величине отклонения от нормы важнейших физиологических функций — стремится устранить эти отклонения и вернуть организм к норме с учётом индивидуальных, этнических, половых, возрастных особенностей организма, а также экологических и социальных условий среды обитания.
При коррекции нарушенных функций организма следует обращать внимание не только на особенности влияния природно-климатических производственных условий среды обитания, но и на характер антропогенного загрязнения — количество и качество вредных высокотоксичных веществ в атмосфере, воде, продуктах питания.

## История физиологии человека и животных

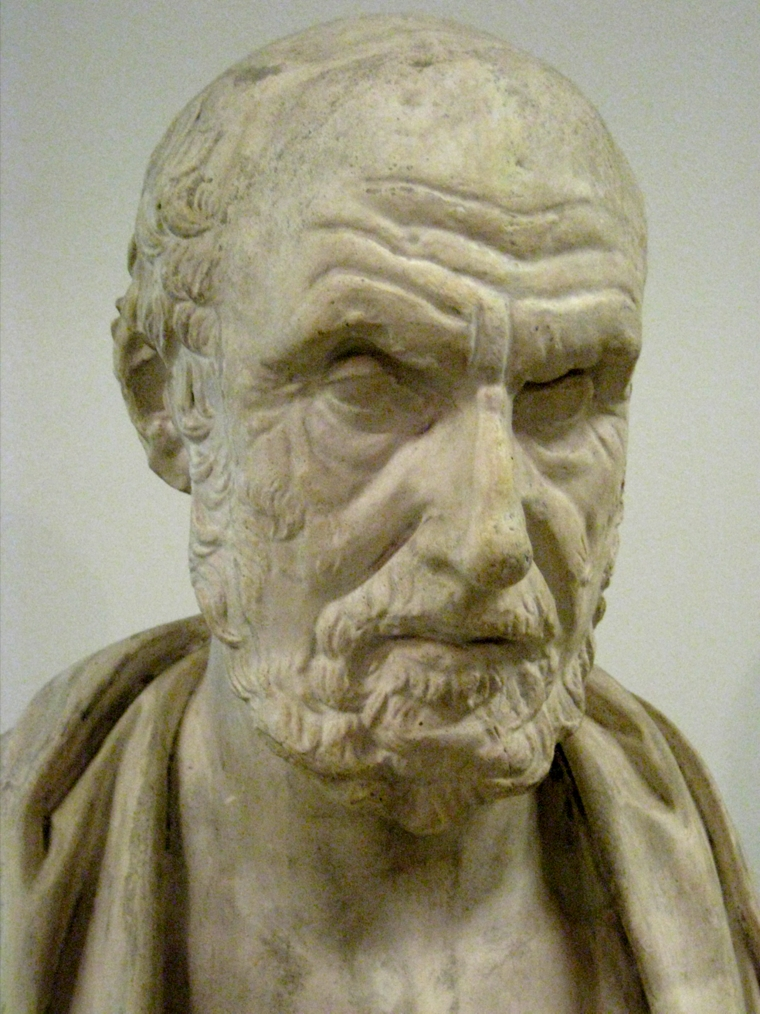
Бюст Гиппократа в Пушкинском музее

Первые представления о закономерностях жизнедеятельности животных организмов были связаны с наблюдениями врачей, практика которых требовала не только знания анатомии человека, но и понимания основных принципов функционирования организма. Одна из первых попыток выявить физиологические законы принадлежит Гиппократу, который учил, что заболевания возникают вследствие природных причин, отвергая существовавшие суеверия о вмешательстве богов.
Учение Гиппократа состояло в том, что заболевание является не наказанием богов, а последствием природных факторов, нарушения питания, привычек и характера жизни человека. В сборнике Гиппократа нет ни одного упоминания о мистическом характере в происхождении болезней. В то же время учение Гиппократа во многих случаях основывалось на неверных предпосылках, ошибочных анатомических и физиологических данных, учении о жизненных соках.

## Задачи физиологии человека и животных
- Изучение закономерностей жизнедеятельности человека и животных.
- Разработка теоретических основ лечения заболеваний и патологических состояний, сохранение и укрепление здоровья людей.

## Направления исследований физиологии человека и животных
- Физиология высшей нервной деятельности изучает закономерности функционирования высших отделов центральной нервной системы (ЦНС) (коры больших полушарий головного мозга и ближайшей холмы), которые обеспечивают акты поведения животных и человека и взаимодействие их с внешней средой и составляют материальные основы ощущения, восприятия, мышления, памяти.
- Нейрофизиология изучает функции нервной системы, раскрывает структурно-функциональную организацию различных отделов нервной системы, центральные механизмы регуляции функций организма, выясняет основные принципы кодирования и передачи сигналов от рецепторов в ЦНС, обработки информации на разных уровнях этой системы и общих закономерностей протекания нервных процессов.
- Физиология висцеральных систем изучает свойства отдельных тканей и органов, а также закономерности их объединения в функциональные системы.
- Сравнительная физиология исследует особенности развития физиологических функций животных организмов в их эволюционном (филогенез) и индивидуальном (онтогенез) развития.
- Возрастная физиология изучает закономерности и ведущие механизмы процесса старения живых организмов.
- Специальная физиология изучает общие и частные закономерности жизнедеятельности организмов, прежде человека, согласно специфических условий её деятельности. Благодаря этому в специальную физиологию выделяют: экологическую физиологию, физиологию труда, спорта, психофизиологию, космическую, авиационную, подводную и т. д.
- Физиологическая кибернетика изучает структурную и функциональную организацию биологических систем, а также закономерности получения, преобразования и использования в них информации.